# Homes de Negre (pel·lícula de 1997)
Homes de Negre (títol original en anglès, Men in Black) és una pel·lícula dirigida per Barry Sonnenfeld estrenada el 1997, basada en el còmic homònim de Lowell Cunningham. Tot i que la pel·lícula ha estat doblada al català només es pot trobar subtitulada al català per Movistar + entre totes les plataformes de streaming.
Es va produir una sèrie entre 1997 i 2001, i dues seqüeles, Homes de Negre 2 el 2002, i Homes de Negre 3 el 2012.

## Argument
Els Homes de Negre són un alt organisme secret que supervisa i dirigeix l'activitat extraterrestre al nostre planeta. Els seus agents no tenen identitat i no responen a cap branca de cap govern. I ara l'oficial de policia James Edwards (Will Smith) ho descobrirà tot: després de perseguir un extraterrestre sense saber-ho, aquest li revela que la Terra serà destruïda i els homes de negre requeriran la seva ajuda. Instruït per l'agent K (Tommy Lee Jones), ambdós agents hauran de detenir un Insecte gegant que s'ha introduït al cos d'un granger (Vincent D'Onofrio) i el seu pla: agafar la Galàxia que està al collar d'un gat, i tornar amb els altres extraterrestres.

## Repartiment
- Tommy Lee Jones
- Will Smith
- Linda Fiorentino
- Vincent D'Onofrio
- Sergio Calderón
- Rip Torn
- Siobhan Fallon
- Tony Shalhoub
- Verne Troyer

## Premis i nominacions

### Premis
- 1998. Oscar al millor maquillatge per Rick Baker i David LeRoy Anderson

### Nominacions
- 1998. Oscar a la millor banda sonora per Danny Elfman
- 1998. Oscar a la millor direcció artística per Bo Welch i Cheryl Carasik
- 1998. Globus d'Or a la millor pel·lícula musical o còmica
- 1998. BAFTA als millors efectes visuals per Eric Brevig, Rick Baker, Rob Coleman i Peter Chesney
- 1998. Grammy a la millor composició instrumental escrita per a pel·lícula o televisió per Danny Elfman